# Archivo Histórico Minero de la Fundación Río Tinto
El Archivo Histórico Minero de la Fundación Río Tinto (AFRT) es el archivo responsable de la custodia y conservación del conjunto documental producido por la Rio Tinto Company Limited y otras empresas que con posterioridad han venido explotando la cuenca minera de Riotinto-Nerva (España). 
La sede del Archivo Histórico Minero se halla en el edificio de la antigua Agencia de Trabajo de la Rio Tinto Company, en el municipio español de Minas de Riotinto, provincia de Huelva. La institución depende directamente de la Fundación Río Tinto. Aunque la distinta documentación generada por la explotación minera de Riotinto constituye el principal activo con que cuenta el archivo, el AFRT también custodia los fondos documentales de otras minas de la provincia de Huelva. El archivo ha llegado a ser considerado como un «referente para el estudio de la Minería y Metalurgia en España».

## Historia
La Fundación Río Tinto, creada en 1987, nació con varios fines: el «estudio de la Minería y de la Metalurgia», la conservación y restauración del conjunto ambiental, etc. En lo referente a la conservación del patrimonio los fondos documentales ocupaban un importante lugar. Durante la década de 1980 hubo algunas iniciativas que buscaron organizar la gran masa documental generada por la intensa actividad minera de Riotinto desde finales del siglo XIX, si bien estas no llegaron a materializarse por el difícil contexto socioeconómico de la época. Sería ya bajo iniciativa de la Fundación Río Tinto cuando se estableció el Archivo Histórico Minero para la custodia y gestión de todo el conjunto documental que las distintas propietarias de las Minas de Riotinto han ido creando a lo largo de décadas. Los primeros trabajos de organización sistemática comenzaron a finales de 1990, labor que continuaría durante los siguientes años. Con posterioridad también se procedería a la digitalización de los fondos.

## Fondos documentales
En la actualidad el Archivo de la Fundación Río Tinto atesora el conjunto de fondos documentales de las distintas empresas que desde el siglo XIX han operado en la cuenca minera: Rio Tinto Company Limited (RTCL), Compañía Española de Minas de Río Tinto (CEMRT), Unión Explosivos Río Tinto (ERT), Río Tinto Patiño (RTP), Río Tinto Minera (RTM) y Minas de Río Tinto SAL (MRT). Por otro lado, y aunque no forman parte del material heredado originalmente de las minas de Riotinto, el Archivo también custodia los fondos documentales de otros antiguos complejos mineros de la provincia de Huelva: la Sociedad Francesa de Piritas de Huelva (Valdelamusa), The Peña Copper Mines Company Limited (Nerva), Sociedad Minera de Nerva, Electrólisis del Cobre (Concepción) y Minas de Las Herrerías.
Cada mina se ha organizado como un fondo documental independiente, dividido a su vez en subgrupos en función del material y la temática.

## Sede
El Archivo Histórico Minero tiene su sede en la antigua Agencia de Trabajo de la compañía británica «Rio Tinto». Es una de las construcciones singulares que efectuó la Rio Tinto Company Limited (RTC) en la colina sur de El Valle, durante la segunda planificación de Riotinto que se efectuó entre los años 1927 y 1932, que en su mayoría fueron diseñadas por el arquitecto británico Alan Brace. Con posterioridad la Agencia de Trabajo de la RTC fue renombrada como «Oficina de Registro del Personal». Desde 2005 el edificio está inscrito como Bien de Interés Cultural, con categoría de Sitio histórico.

### Descripción
El edificio se encuentra rodeado perimetralmente por todos sus lados excepto uno por un porche formado por pilastras de madera, que configuran el espacio principal de circulación. Las instalaciones son principalmente de carácter rectangular, con cubierta inclinada de tejas planas y estructura de cubierta formada por vigas y tablazones de madera. Sus vanos alargados mantienen la estética característica de la arquitectura inglesa de principios de siglo en toda la zona. 
En cuanto a su estructura, esta se realiza con muros de carga de mampostería que arrancan de una cimentación por zanjas con piedras de pórfido; el forjado es de hormigón con perfiles metálicos incluidos. Y la cubierta está formada por un entramado triangular de vigas de madera recubierta por tejas planas dispuestas a la calle a cuatro aguas. Así mismo, destacan las marquesinas que rodean todo el conjunto. Estas son unos porches, «verandahs» de cubierta de madera con tabloncillos descansando en una viga de madera de borde que apoya sobre pilarillos también de madera, ligeramente labrados en sus esquinas. En la parte superior del porche han sustituido los cartabones curvos por un arquitrabe de tipo rectangular. Se defiende este porche con una barandilla de madera en forma de aspa con un barrote central. Sobre los tablones de cubierta se clava la tablazón y se cubre ésta con teja plana (árabe). Sus vanos alargados mantienen la estética característica de la arquitectura victoriana que impera en la zona.